# Campeonato Sur Centroamericano de Balonmano Masculino Juvenil de 2019
El XVI Campeonato Panamericano de Balonmano Masculino Juvenil de 2019 se disputó entre el 8 y el 12 de mayo de 2019  en Taubate en Sao Paulo, Brasil. y es organizado por la Federación Internacional de Balonmano Este campeonato entregó tres plazas para el Campeonato Mundial de Balonmano Masculino Juvenil de 2019

## Grupo único
| Equipo    | PTS | J | G | E | P | GF  | GC  | DG  |
| --------- | --- | - | - | - | - | --- | --- | --- |
| Brasil    | 10  | 5 | 5 | 0 | 0 | 172 | 100 | +72 |
| Argentina | 8   | 5 | 4 | 0 | 1 | 146 | 107 | +39 |
| Chile     | 6   | 5 | 3 | 0 | 2 | 143 | 115 | +28 |
| Paraguay  | 4   | 5 | 2 | 0 | 3 | 115 | 144 | -29 |
| Colombia  | 2   | 5 | 1 | 0 | 4 | 105 | 162 | -57 |
| Uruguay   | 0   | 5 | 0 | 0 | 5 | 97  | 150 | -53 |

### Resultados
| Fecha      | Hora  | Partido³  | Partido³ | Partido³  | Resultado |
| ---------- | ----- | --------- | -------- | --------- | --------- |
| 8.05.2019  | 13:30 | Uruguay   | -        | Argentina | 15-32     |
| 8.05.2019  | 15:00 | Colombia  | -        | Brasil    | 14-46     |
| 8.05.2019  | 16:30 | Paraguay  | -        | Chile     | 25-32     |
| 9.05.2019  | 13:30 | Argentina | -        | Colombia  | 32-21     |
| 9.05.2019  | 15:00 | Brasil    | -        | Paraguay  | 32-20     |
| 9.05.2019  | 16:30 | Chile     | -        | Uruguay   | 35-17     |
| 10.05.2019 | 13:30 | Colombia  | -        | Uruguay   | 26-24     |
| 10.05.2019 | 15:00 | Brasil    | -        | Chile     | 28-24     |
| 10.05.2019 | 16:30 | Argentina | -        | Paraguay  | 31-12     |
| 11.05.2019 | 13:30 | Paraguay  | -        | Colombia  | 28-23     |
| 11.05.2019 | 15:00 | Brasil    | -        | Uruguay   | 27-15     |
| 11.05.2019 | 16:30 | Chile     | -        | Argentina | 20-24     |
| 12.05.2019 | 09:00 | Chile     | -        | Colombia  | 32-21     |
| 12.05.2019 | 11:00 | Argentina | -        | Brasil    | 27-39     |
| 12.05.2019 | 13:00 | Uruguay   | -        | Paraguay  | 26-30     |

| Brasil           |
| Campeón          |
| Brasil 6° título |

### Clasificación general
| Brasil      |
| Argentina   |
| Chile       |
| 4. Paraguay |
| 5. Colombia |
| 6. Uruguay  |

## Clasificados al Mundial 2019
| Bandera de Brasil | Bandera de Argentina | Bandera de Chile |
| Brasil            | Argentina            | Chile            |
| ----------------- | -------------------- | ---------------- |